# Rugby 25
Rugby 25 est un jeu vidéo de simulation de rugby à XV développé par Big Ant Studio et publié par Nacon, sorti le 13 février 2025 sur PlayStation 4, PlayStation 5, Xbox One, Xbox Series et PC.

## Système de jeu

### Modes
Le jeu conserve certains modes du jeu de rugby précédent développé et publié respectivement par Big Ant Studios et Nacon et comprend également une grande variété de modes différents qui n'étaient pas présents dans Rugby 22. On retrouve aussi des modes comme le :
- Mode carrière
- Multijoueur en ligne et local
- Tournois compétitifs

### Équipes et stades
Dans ce nouvel opus, plus de 150 clubs et plus de 140 équipes internationales sont reproduites grâce à la photogrammétrie. 11 championnats sont également sous licence dont l'United Rugby Championship, le Top 14, la Premiership et le Super Rugby,.

## Commentaire
Sur la version en français, Matthieu Lartot et Dimitri Yachvili commentent les matchs.

## Développement
Après plusieurs opus, un nouveau jeu est prévu pour la Coupe du monde de rugby à XV 2023 : Rugby 2024,.
Finalement, la sortie est repoussée à plusieurs reprises et le jeu est renommé Rugby 25,. Il sort officiellement le 13 février 2025 après une première sortie sous accès anticipé le 28 juin 2024,,.

## Réception
Dès sa sortie, Rugby 25 connaît de nombreux bugs et plusieurs incohérences concernant les notes données aux équipes et joueurs sont mises en avant. De plus, les graphismes ne sont également pas au point. Le jeu est alors vivement critiqué par les fans de rugby à XV,,. Des patchs correctifs ont été publiés quelques jours après la sortie du jeu.
Outre ces aspects négatifs, le jeu comporte de nombreuses licences avec plus de 140 équipes nationales, 150 clubs et 11 championnats disponibles en mode carrière, faisant de lui le jeu de rugby à XV le plus complet à ce niveau.